# Niepodległość (czasopismo)
Niepodległość – polskie czasopismo historyczne, publikowane z przerwą wojenną od 1929 roku, którego wydawanie rozpoczął Instytut Józefa Piłsudskiego Poświęcony Badaniu Najnowszej Historii Polski.

## Historia
Czasopismo to zostało zapoczątkowane w roku 1929 z inicjatywy prezesa Instytutu Józefa Piłsudskiego Poświęconego Badaniu Najnowszej Historii Polski, Leona Wasilewskiego. Drukowane i administrowane było przez firmę Hoesicka i wychodziło początkowo co kwartał. Począwszy od 9 zeszytu, w wyniku trudności finansowych firmy, Instytut przejął wydawnictwo, zmieniając je na dwumiesięcznik. Drukowane było początkowo w drukarni spółki „Polska Zjednoczona” w później już na stałe w drukarni „Pyz i S-ka”. W przedmowie do I zeszytu czasopisma redakcja określiła, że „Niepodległość” ...Ma się zająć polskim ruchem niepodległościowym i wszystkimi objawami życia, które się z nim bezpośrednio lub pośrednio wiążą, w okresie od upadku powstania styczniowego aż do momentu odbudowania Państwa Polskiego.
Zamysł wznowienia „Niepodległości” po wojnie pojawił się już w 1946, kiedy to generał Władysław Bortnowski podczas swej wizyty w USA i Kanadzie prowadził rozmowy z Franciszkiem Januszewskim, Ignacym Matuszewskim, Wacławem Jędrzejewiczem i Henrykiem Floyar-Rajchmanem z Instytutu Józefa Piłsudskiego na temat ponownego wydania pisma. Wkrótce po powstaniu Instytutu Józefa Piłsudskiego w Londynie, w 1948 wznowiono tam wydawanie „Niepodległości”, która wkrótce stała się oficjalnym organem obu Instytutów. Redakcją pisma kierowali początkowo Konrad Libicki i Jan Starzewski, po kilku latach zastąpił ich Tadeusz Schaetzel. Kolejnym redaktorem był generał Stanisław Skwarczyński. W roku 1978, wraz z ukazaniem się numeru 11, redakcję przeniesiono do Instytutu Józefa Piłsudskiego w Ameryce. Redakcję objął dr. Tadeusz Siuta, a po nim Wacław Jędrzejewicz.
Myślą przewodnia redakcji było udostępnianie materiałów źródłowych, wspomnień i relacji. Drukowano m.in. listy Komendanta, wspomnienia generała Kazimierza Sosnkowskiego, pamiętniki Walerego Sławka, autobiografię Ignacego Mościckiego, materiały Michała Sokolnickiego. Dział wspomnień przyniósł relację generała Kazimierza Glabisza o „Laboratorium”, generała Kazimierza Fabrycego o Komórce Specjalnej do badań zagrożenia ze strony sąsiadów Rzeczypospolitej, wspomnienia Janusza Głuchowskiego sprzed pierwszej Wojny Światowej, i wiele innych.
Od 26 numeru (1993) „Niepodległość” była drukowana w Polsce, przy współpracy z Uniwersytetem Warszawskim, potem z oficyna „Gryf” w Warszawie. Od 2002 r. czasopismo wydawane jest przez Towarzystwo Przyjaciół Instytutów Józefa Piłsudskiego Zagranicą z siedzibą w Warszawie.
Redaktorem naczelnym czasopisma był do 2010 r. Andrzej Przewoźnik, w redakcji zasiadają Arkadiusz Adamczyk, Marek Gałęzowski i Andrzej Krzysztof Kunert. Wydawanie pisma współfinansuje Rada Ochrony Pamięci Walk i Męczeństwa. Dystrybucję pisma prowadzi Wydawnictwo LTW.